# Walckenaeria weber
Walckenaeria weber este o specie de păianjeni din genul Walckenaeria, familia Linyphiidae. A fost descrisă pentru prima dată de Chamberlin, 1948. Conform Catalogue of Life specia Walckenaeria weber nu are subspecii cunoscute.